# Polygonum sagittatum
Polygonum sagittatum (Polyonum de fulles en fletxa) és una espècie de planta del gènere Polygonum dins la família Poligonàcia. És originària d'Amèrica del Nord.

## Descripció
Polygonum sagittatum és una planta herbàcia anual que fa uns 60 cm d'alt, les fulles simples de disposició alternada sobre tiges laberíntiques i espinoses. Les flors són rosades o blanques i apareixen des de final d'estiu a la tardor. Les seves llavors maduren d'agost a octubre.
Fa servir els ganxos que presenta en les tiges i les fulles per ajudar a enfilar-se en altres plantes.
És una planta que presenta senyals d'advertència (aposematisme) per evitar que sigui consumida pels herbívors. A més sembla immune a la depredació pels conills.

## Usos
És diürètica, s'ha utilitzat amb èxit per combatre el còlic nefrític.